# Ulick Burke, I conde de Clanricarde
Ulick na gCeann Burke (muerto 1544), XII Clanricarde y I conde de Clanricarde (llamado  MacWilliam, y na-gCeann, significando «de 
las Cabezas», «habiendo hecho un monte de las cabezas de hombres muertos en batalla con las que cubrió la tierra»), era el hijo de Richard Mór Burke el IX Clanricarde con una hija de Madden de Portumna

## Biografía
Ulick heredó de su padre la jefatura del clan y vastas propiedades en Galway. En marzo de 1541 escribió a Enrique VIII, lamentando la degeneración de su familia, que se había rebelado contra Inglaterra a mediados del siglo XIV, y "que habían sido llevados a la desobediencia por razón de matrimonio y crianza [sic] con aquellos irlandeses, a veces rebeldes, cercanos a mí," y se ponía a sí mismo y a sus propiedades en manos del rey. Ese mismo año estuvo presente en Dublín, cuando se aprobó el nombramiento de Enrique VIII como rey de Irlanda. 
En 1543, en compañía de otros jefes irlandeses, visitó al rey en Greenwich y se sometió plenamente de acuerdo a la política de «rendición y reconcesión». Fue confirmado en la jefatura y gobierno de Clanricarde, y el 1 de julio de 1543, fue creado conde de Clanricarde y barón de Dunkellin en la nobleza de Irlanda. Recibió la mayor parte de sus propiedades anteriores, con la adición de otras tierras. La concesión de los títulos ingleses estaba condicionada al abandono de títulos nativos, la adopción de las leyes y costumbres inglesas, la promesa de lealtad a la corona, la apostasía de la Iglesia católica, y la conversión a la Iglesia anglicana. En su revisión del estado de Irlanda en 1553, el lord canciller Cusake declaraba «hacer al McWilliam conde de Clanricarde hizo todo el país durante su época tranquilo y obediente».
No vivió mucho tiempo para disfrutar sus nuevas dignidades inglesas, ya que murió poco después de su regreso a Irlanda aproximadamente en marzo de 1544. Es llamado por el analista de Loch Cé «un señor altivo y orgulloso», que redujo a muchos bajo su yugo, y por los Cuatro Maestros «el más ilustre de los ingleses en Connaught».

## Matrimonios
Burke se casó tres veces, primero con a Grany o Grace, hija de Mulrone O'Carroll, con quien tuvo a Richard, que le sucedería como segundo conde de Clanricarde. Este matrimonio fue el único declarado válido. Finalmente se divorció de Grace y se casó con Honora, hermana de Ulick de Burgh, pero se divorció también, casándose con Maire Lynch, con quien tuvo a John, que reclamó el condado en 1568.

## Legado
Como resultado de sus matrimonios y relaciones hubo numerosos candidatos a los títulos de Clanricarde y conde. Finalmente se impuso su primogénito, Richard Sassanach Burke, II conde de Clanricarde.
| Precedido por Richard Bacach Burke | Clanricarde 1538-1543          | Sucedido por Richard Sassanach Burke |
| Nobleza de Irlanda                 |                                |                                      |
| Precedido por new creation         | Conde de Clanricarde 1543-1544 | Sucedido por Richard Sassanach Burke |